# Шарлемань Микола Васильович
Мико́ла Васи́льович Шарлема́нь, Едуард Шарлемань (24 січня (5 лютого) 1887, Кременчук — 29 квітня 1970, Київ) — український зоолог, дійсний член НТШ й Українського наукового товариства у Києві, автор коментарів до «Слова о полку Ігоревім».

## Життєпис
Народився 24 січня (5 лютого) 1887 року в Кременчуці. Навчався у Київському реальному училищі (1896–1905), був виключений через участь у революційних подіях. В 1906—1910 роках — вільний слухач на агрономічному відділенні Київському політехнічного інституту. У 1912–1914 роках стажувався у департаменті землеробства та отримав звання молодшого спеціаліста з прикладної зоології.
У 1918 р. Шарлемань стає дійсним членом УНТ і протягом 1918—1921 р. (до закриття товариства) працює в ньому, посідаючи посади керівника його Зоологічної секції (ним же й ініційованої в рамках Природничої секції), члена ради Музею УНТ та «вченого консерватора» зоологічних колекцій УНТ (1918—1921 рр.) [Хохлова, 1998]. М. Шарлемань активно працював спочатку в УНТ (до 1919 р.), а потім одночасно в УНТ і УАН (1919—1921), а після знищення УНТ — в УАН.
У 1919—1920 роках був членом Комітету вивчення фауни УАН і відтоді працював у Зоологічному музеї ВУАН.
Протягом 1921–1932 років — директор заповідника «Конча-Заспа» під Києвом.
У 1921—1923 рр. був редактором видання «Український зоологічний журнал».
Протягом 1934—1944 років (з перервами) очолював Зоологічний музей АН.
У 1936 році М. В. Шарлеманю був присуджений науковий ступінь кандидата біологічних наук, без захисту. Наступного 1937 року він захистив докторську дисертацію на тему «Зоогеографія УРСР». У 1939 році отримав вчене звання професора за спеціальністю «прикладна зоологія».

### Часи ІІ СВ
Під час окупації Києва в роки ІІ Світової війни М. В. Шарлемань залишився працювати в Інституті захисту рослин (створений у будівлі і на основі штату Інституту зоології), де разом з іншими колегами (Решітник Євдокія Григорівна та ін.) вів дослідження з таксономії та біології шкідливих видів тварин. Його основним об'єктом досліджень стали ховрахи як шкідники сільськогосподарських культур. Весь цей час — з весни 1943 до осені 1943 року — він обіймав посаду директора ІЗР, і під його керівництвом працювало близько 12-15 осіб.
У вересні 1943 року евакуювався до Познані, де провів наступні 1,5 роки в аналогічному закладі, але вже не як директор (яким був в час роботи в окупованому Києві), а як гауляйтер (голова дослідницької групи). Там продовжив тему вивчення ховрахів і у спогадах вказував, що писав монографію, проте вона згоріла при наступі Червоної армії. Навесні 1945 року при наближенні лінії фронту знову виїхав, цього разу до Німеччини (у сучасному розумінні), де потрапив у радянську окупаційну зону й був змушений піти на співпрацю з військовими особістами. Залишався в зоні окупації ще близько року, і врешті отримав дозвіл на повернення до Києва.

### Повоєнні часи
З 1946 року працював в Управлінні у справах мисливського господарства, викладав (був професором) у Київському лісогосподарському інституті. Був реабілітований владою (за цивільну роботу в тилу) завдяки тому, що продемонстрував активну співпрацю з радянськими окупаційними військами в Німеччині (Хохлова, 1980). У повоєнні роки (1947—1948) при допитах Кирила Осьмака було засвідчено, що Микола Шарлемань був серед агентурної мережі УПА (Історія УПА, том 41).

Надмогильний пам'ятник Миколи Шарлеманя

Помер 29 квітня 1970 року. Похований у Києві на Звіринецькому кладовищі. Могила збереглася (ділянка 8, приблизні координати поховання 50.424181, 30.556836 [Архівовано 31 грудня 2021 у Wayback Machine.]). На ній встановлено бюст вченого роботи Олександра Павловича Скоблікова.

## Праці
Шарлемань М. В. автор понад 300 праць з зоології, зоогеографії, орнітології, теріології, систематики, фауністики хребетних (крім риб); склав «Словник зоологічної номенклатури» (2 тт., 1927), стаття про «Слово о полку Ігореві». Серед інших:
- Список птиц окрестностей Киева. К., 1909
- Некоторые сведения о птицах Черкасского уезда Киевской губернии // Птицеведение и птицеводство, 1914, в. 2
- Наблюдение над птицами хвойных лесов окрестностей города Киева // Птицеведение и птицеводство, 1915, в. 2-3

- Каменный дрозд (Monticola saxatilis L.) в Киеве // Орнитологический вестник, 1916, № 3
- Дополнение к «Списку птиц окрестностей Киева» // Орнитологический вестник, 1916, № 4
- По Києву і його околицях, 1921
- Матеріяли до орнітофавни державного степового заповідника «Чаплі» ім. Христиана Раковського та його району // Вісті державного степового заповідника «Чаплі» (к. Асканія-Нова), 1924, т. 3
- Новый для фауны бассейна Днепра зверь — выхухоль // Украинский охотник и рыболов, 1925, № 6
- Новий гніздовий птах Полтавщини // Збірник праць Зоологічного музею УАН, 1926, ч. 1
- Замітки про птахів Київщини. В книге: Шарлемань М. Матеріали для орнітофауни України. К., 1926
- Замітки про птахів Волині // Труди Фізико-математичного відділу УАН, 1926, т. 2, в. 2
- Природа Києва та його околиць, І928
- Матеріяли до орнітології державного заповідника «Конча-Заспа» // Збірник праць Зоологічного музею ВУАН, 1930, ч. 8
- Матеріяли до орнітофавни острова Джарилгача на Чорному морі // Збірник праць Зоологічного музею ВУАН, 1930, № 8
- Матеріали до орнітології державного лісостепового заповідника ім. Т. Шевченка та його околиць // Журнал Біозоологічного циклу ВУАН, 1933, № 2 (6)
- Сипуха и грызуны // Природа, 1933, № 12
- Каменный дрозд. Реликт горной фауны на Украине // Зоологический журнал, 1935, т. 14, в. 3
- Кам'яний дрізд (Monticola saxatilis L.) — релікт гірської третинної фауни на Україні // Збірник праць Зоологічного музею АН УРСР, 1935, № 14
- Нові відомості про птахів державного заповідника Конча-Заспа // Збірник праць Зоологічного музею ВУАН, 1936, № 12
- Матеріали до фауни звірів і птахів Чернігівської області. — К., 1937
- Птахи УРСР. (Матеріали до фауни). К., 1938
- К вопросу о случаях каннибализма у животных // Зоологический журнал, 1958, т. 37, в. 11

### Слово о полку Ігореві
Миколі Шарлеманю належить багато цінних спостережень над текстом Слова о полку Ігореві. У статті 1948 року він відзначає до 80 згадок диких тварин і птахів у тексті поеми. Це згадки сокола, лебедя, качки (гоголя), орла, чорного і сіро-димчастого ворона, галки, сороки, дятла, вовка, тура, лисиці, горностая, бобра, вивірки, пардуса (гепарда), полоза. Шарлемань відзначає мисливські терміни («влъкомъ рискаше», «наріщуще» і т. д.), зображення в «Слові» звуків, які видають тварини і птахи.
У роботах 1950-х років Шарлемань зіставляє опис походу Ігоря в «Слові» і Іпатіївському літописі, і уточнює його хронологію за фенологічними прикметами. Уточнює і час втечі Ігоря з полону (на його думку — весна) і навіть час доби, орієнтуючись на поведінку згаданих в «Слові» птахів.
Низку статей Шарлемань присвячує тлумаченню «темних місць» «Слова» («зоря свѣт' запала», «полозіе», «растѣкашется мислію по древу» та інше). Реалії «Слова» він прагне «прив'язати» до Києва (Плесенськ «Слова» — це, за Шарлеманем, урочище Плоске під Києвом, «дебрь Кисаню» — дебрь Киян, тобто ліс біля Києва). Шарлемань висловив також припущення, що Путивль «Слова» — не однойменне місто, а село під Новгородом-Сіверським. Ця гіпотеза підтверджена відповідним наративом з Історії русів Роботи Шарлеманя побудовані на прочитанні тексту «Слова» як строго документального опису, а не поетичного твору.
Шарлемань висунув гіпотезу, згідно з якою автором «Слова» був сам Ігор Святославич. Уперше це припущення було оголошено в доповіді у 1952 році, потім повторене у доповіді 1967 року. Ця гіпотеза зустріла підтримку в романі-есе В. О. Чівіліхіна «Пам'ять».

## Природоохоронна діяльність
Відомий український зоолог М. В. Шарлемань розпочав свою природоохоронну діяльність з організації в 1909 р. першого в царській Росії орнітологічного товариства — Київського орнітологічного товариства ім. Кесслера, обраний його секретарем, видавав орнітологічні праці. Окрім наукової роботи, Товариство стало активно займатися охороною природи. М. В. Шарлемань організовує допомогу зоопарку, створює «Музей місцевої природи», в 1915 р. проводить курси по охороні природи, виступає з природоохоронними статтями у міських газетах. Але найбільш значимою справою Київського орнітологічного товариства можна вважати проведення у Києві в березні 1914 р. другої в Росії виставки охорони природи і небагатьом пізніше, виставки по охороні хижих птахів. У їх проведенні найактивнішу участь взяв секретар Товариства — М. В. Шарлемань. Пізніше при Товаристві створюється секція охорони природи, яку очолив Микола Васильович.
У січні 1918 р. при Міністерстві земельних справ Української народної республіки створюється відділ по охороні пам'ятників природи, вже в квітні в Міністерстві відбувається нарада з питань охорони природи. З киян-учених створюється спеціальна природоохоронна комісія, в роботі якої М. В. Шарлемань бере активну участь. Членам комісії вдається добитися припинення рубки в Києві Голосіївського лісу, вони починають створювати Музей по охороні природи. У цей час учений друкує декілька природоохоронних статей в журналах УНР. У серпні 1918 р. при Гетьманщині, в Києві відбувається з'їзд природників України, на якому обговорюються і питання охорони природи. М. В. Шарлемань — один з його організаторів і доповідачів. 1919—1921 рр. він займається природоохороною в Українському науковому товаристві в Києві.
У 1920-х роках М. В. Шарлемань створює секцію охорони природи при Сільськогосподарському науковому комітеті УРСР. Секція домагається затвердження першого декрету Раднаркому України про заповідання Асканія-Нова, опрацьовує проекти заборони весняного полювання і глушення риби гранатами, видає популярну природоохоронну літературу, влітку 1922 р. проводить засідання Асканійського комітету. З 1924 по 2 лютого 1931 рр. М. В. Шарлемань стає директором заповідника Конча-Заспа, через рік — членом Центральної Ради Всеукраїнського союзу мисливців і рибалок, бере активну участь у створенні Канівського заповідника і заповідника Гористе. У 1925—1926 рр. на президії ВУАН піднімає питання охорони природи. У 1926 р. в Харкові, Києві, Одесі і Дніпропетровську організуються крайові інспектури з охорони природи. На чолі київської призначений М. В. Шарлемань.
З темою охорони природи він виступає у різних краєзнавчих, мисливських і природно-наукових журналах, проводить в 1927 р. в Києві виставку охорони природи, інспектує Асканію-Нова і Приморські заповідники, домагається заповідання жител бобрів. До кінця 1926 р. ним було зареєстровано близько 400 пам'ятників природи, піднято питання про заповідання лісів на Коростеньщині (Поліський заповідник), разом з ВУАН висловлює протест лісовому управлінню НКЗ УРСР у зв'язку з рубкою 500-річних дубів. 1 грудня 1929 р. за власним бажанням, покидає пост крайового інспектора.
Чимало уваги М. В. Шарлемань приділяв пропаганді охорони природи. Він — автор близько 60 статей по охороні природи, декількох популярних книг, 4 фільмів про заповідник Конча-Заспа, ряду виставок, розробляв ескізи малюнків по охороні природи для шкільних зошитів, немало часу приділяв юннатам, деякі з яких, як академік АН УРСР І. Г. Підоплічко, стали активними діячами природоохорони.
«Прошу тепер заїхати у мудре царство Шарлеманя», — писав про ті часи у вірші «Конча-Заспа» Максим Рильський. У середині 30-х років М. В. Шарлемань брав участь в організації Прохорівського заповідника Академії наук України.

## Найважливіші висловлювання
```
«
Головною перешкодою для природоохоронних інституцій України в справі утворення заповідників, заказників, національних парків є неосвіченість населення в напрямку ідей охорони природи, взагалі відсутність у народних масах "обережного" відношення до Дарів природи. А велику допомогу в цій справі можуть дати ті інтелігентні люди, що близько "торкаються до народу": народні вчителі, позашкільні інструктори, агрономи, лісоводи. Це місцеві культурні сили, котрі можуть побороти в селянства байдуже або зовсім погане ставлення до справи природоохорони
» (
Охороняймо рідну природу
!, 1918).
```

```
«
Степи мусять мати для нас велику вартість ще і в національно-історичному відношенні, позаяк вони являють собою останні живі пам'ятки тої природи, серед котрої складалося вільне козацьке життя
»(
Охороняймо рідну природу
!, 1918).
```

```
«
Зараз ще неможливо сказати, коли у нас будуть улаштовані "національні парки", і як би не сталося, що "доки сонце зійде — роса очі виїсть". Через те кожна приватна освічена людина повинна взяти участь в охороні рідної природи. Де тільки можливо, треба пояснювати про значення багатств природи, про необхідність обережного відношення до її дарів. Велику подяку заслужать ті, що допоможуть в охороні названих вище місцевостей. Тим, що прийматимуть участь у праці по пропаганді та проведенню в життя ідей охорони природи, треба пам'ятати, що ця праця має велике державне, національне, наукове, сільськогосподарське, педагогічне та естетичне значення. Треба поспішати, час біжить, природа даремно марнується, а ми ще маємо, по виразу академіка Бородіна, такі природні скарби, котрі можливо порівняти з малюнками Рафаеля: зруйнувати їх не важко, а відроджувати нема можливості...
»(
Охороняймо рідну природу
!, 1918).
```

```
«
Україна має в своїх межах багато місцевостей, у яких повинні бути утворені національні парки або окремі зразки природи, що охороняються»
(
Охороняймо рідну природу
!, 1918).
```

```
«
Якими шляхами піде далі історія охорони природи на Україні, тепер, звичайно, сказати не можна, бо досі організація цієї справи в нас перебуває в зародковому стані. Поки що нашим завданням є, крім дрібних виступів на захист окремих пам'ятників природи, — широка пропаганда і популяризація ідей охорони природи серед широких народніх мас
»(
Охорона природи, 1921
).  
```

```
«
Війна та революція завдали природі нашої країни глибоких ран. Порубано більше половини загальної площі лісів, розорано останні куточки степів, постріляно багато цікавих і рідких звірів та птахів, знищено та й ще нищиться багато риби в річках
» (
Охорона природи, 1921
).
```

## Цькування професора М.В.Шарлеманя
У 1932 р. у Всеукраїнській академії наук почалися посилені ідеологічні чистки. До числа жертв потрапив і М. В. Шарлемань. На одному із засідань партійної фракції ВУАН записали в резолюцію: «Повний опортунізм і гнилий лібералізм в амністуванні відкрито реакційних буржуазних учених в Академії, як великодержавних, так і українських націонал-фашистів, наприклад: Кащенко, Шарлемань, Шмальгаузен, Белінг і ін. (…). Класовий ворог швидко підхоплював ці установки у боротьбі проти нас (наприклад, Шарлемань…). /.. Я ще раз, здається, в 4 або 5 раз підтверджую, що я повністю визнаю помилки своєї брошури („Охороняйте рідну природу“), яку написав в 17 р., засуджую рішуче ці помилки і намагаюся виправити їх не лише на словах, а і на ділі», — виступав Шарлемань в квітні 1932 р. на засіданні партійної фракції ВУАН.
Наприкінці 40-х — початку 50-х років лисенківцями було розпочато цькування Миколи Васильовича. Академік П. Власюк прилюдно назвав його «зрадником Батьківщини». На Шарлеманя стали забороняти посилатися в наукових працях.

## Про нього
- Решетник Е. Г. Памяти Николая Васильевича Шарлеманя (1887—1970) // Вестник зоологии. — 1970. — № 6. — С. 87–89.
- Рильский М. Зустріч з професором Шарлеманем // Літ. газета. — 1940. — 10 берез.
- Шевченко Л. В. Шарлемань Микола Васильович // Репресоване краєзнавство. — К.: Рідний край, 1991. — С. 350—351.
- Ющенко О. В мудром царстве Шарлеманя // Безсмертники. — К.: Рад. письменник, 1974. — С. 7–8.

## Деякі публікації
- Шарлемань Н. Орнитологический отдел на охотничьей выставке // Киев. Мысль. — 1914, 18 апреля.
- Шарлемань Н. Охрана природы // Там же, 7 марта.
- Шарлемань Н. Отдел Киевского орнитологического общества им. К. Ф. Кесслера на охотничьей выставке // Бюлл. Харьков. общества любителей природы. — 1914. — № 4. — С. 65-66.
- Шарлемань Н. Выставка «охраны природы» в Киеве // Там же, № 3. — С. 65-74.
- Шарлемань Н. Из жизни природы. — К., 1915. — 26 с.
- Шарлемань Н. Задачи охраны природи и земельный вопрос // Вісник і Всеукраїнського Агроном-Економіч. з'їзду. — 1917. — № 67.
- Шарлемань Н. Охрана природы // Хозяйство. — 1917. — № 35-38.
- Шарлемань М. Дбаймо про багатства рідної природи // Народна справа. — 1918. — № 16-17.
- Шарлемань М. Треба пам'ятати про охорону природи // Там же, № 22.
- Шарлемань М. Охороняйте рідну природу! — Х., 1918. — 32 с.
- Шарлемань М., Бризгалін Г. А. Охорона пам'ятників природи на Україні (рец.) // Книгарь — 1919. — Листопад. — С. 1862—1863.
- Шарлемань Н. Охрана природы. — К.: Студ. Кружок, 1919.
- Шарлемань М. Короткий перелік пам'яток природи правобережної України // Охорона пам'яток природи на Україні. — Х., 1919.
- Шарлемань М. Звірі України: Короткий порадник до визначання, збірання і спостерігання ссавців (Mammalia) України. — Київ, 1920. — 80 с.
- Шарлемань М. Перший Державний степовий заповідник України Асканія-Нова. — К., 1921. — 8 с.
- Шарлемань М. Охорона природи. — К., 1921. — 48 с.
- Шарлемань М. Про деяких рідких птахів Київщини. — К., 1922. — 34 с.
- Шарлемань М. Матеріали до орнітофауни Державного Степового заповідника Чаплі та його району // Вісті Держ. Степ. заповідника Чаплі. — 1924. — Т. 3.
- Шарлемань М. Зменшення риби в Дніпрі коло Києва // Укр. мисливець та рибалка. — 1925. — № 9. — С. 38.
- Шарлемань М. Уменьшение водоплавающей и болотной дичи в Киевском округе // Там же, № 10. — С. 15-16.
- Шарлемань М. Гибель бобров // Там же. — 1926. — № 6. — С. 28-29.
- Шарлемань М. Державний рибний заповідник «Конча-Заспа» // Там же. — С. 28-29.
- Шарлемань М. Про деяких рідких птахів Київщини // Природа и охота. — Х.: Изд-во ВУСОР, 1926. — С. 51-75.
- Шарлемань М. Словник зоологічної номенклатури. Ч. 1: Назви птахів. — ДВУ, 1927 . — 64 с.
- Шарлемань М. Охорона природи на Україні // Пролетар. правда — 1927. — 17 листопада, № 262.
- Шарлемань М. Охорона природи // Україна. — 1927. — № 5. — С. 127—128.
- Шарлемань М. 1927. Охорона природи України в 1926—1927 рр. (рукопис) / ОРЦНБ АН Украины, ф. Х, спр. 18427-18430, лл. 1-20.
- Шарлемань М. Про сучасне поширення бобра на Україні та про заходи до його охорони // Охорона пам'яток природи на Україні. — Х., 1927. — Зб. і. — С. 17-34.
- . Шарлемань М. Державний заповідник Конча-Заспа // Зб. пр. Держ. рибн. заповідника Конча-Заспа. — К., 1928. — Т. і. — С. 11-23.
- Шарлемань М., Борзаковський О. Чаплі: державний заповідник колишньої Асканії-Нова // Життя й революція. — 1928. — № 5. — С. 146—158.
- Шарлемань М. По заповідникам півдня України. — Х., 1928. — 16 с.
- Шарлемань М. Державний заповідник «Конча-Заспа». — К., 1928. — 16 с.
- Шарлемань М. З життя держзаповідника «Конча-Заспа» в 1927 р. // Там же, № 1. — С. 18-22.
- Шарлемань Н. (рец). Степной заповедник Чапли — Аскания-Нова. — ГИЗ, 1928, 271 с. // Весник природознавства. — 1928. — № 3-4. — С. 221.
- Шарлемань М., Снігіревський О. Матеріали до бібліографії про Державний Степовий заповідник Чаплі // Вісті Держ. Степ. заповідника Чаплі. — 1928. — № 4. — С. 105—108.
- Шарлемань М. Борзаковський О. 1929. Чаплі: Державний степовий заповідник. — Х.-К., 1929. — 48 с.
- Шарлемань М. Організація рибного заводу в державному рибному заповіднику «Конча-Заспа» // Там же, 1929. — № 4. — С. 45-48.
- Шарлемань М. З життя держзаповідника «Конча-Заспа» в 1928 р. // Там же, 1929. — № 1. — С. 18—22.
- Шарлемань М. Матеріали до орнітології Державного заповідника «Конча-Заспа» // Зб. праць Зоол. Музею. — 1930. — С. 47-98.
- Шарлемань Н. Государственный заповедник «Конча-Заспа» // Природа и соц. хоз-во. — 1931. — № 1-3. — С. 20-23.
- Шарлемань М. Дещо про надморські заповідники // Вісник природознавства. — 1931. — № 1-2. — С. 65-66.
- Шарлемань М. Спроби поновити в заповіднику Конча-Заспа бобра // Укр. мисливець та рибалка. — 1931. — № 5-6. — С. 7-9.
- Шарлемань М. Охорона природи та збирання відомостей про тварин — пам'яток природи // Вивчаємо природу краю. — К. — ВУАН, 1932.
- Шарлемань М. 1932. ВУАН не використовує своїх заповідників // За Радянську Академію! — 1932. — № 21-22.
- Шарлемань М. Заповідник «Конча-Заспа». — К., 1932. — 30 с.
- Шарлемань М. Придуха риби в Київському районі сточища Дніпра в 1931 р. і боротьба з нею в заповіднику «Конча-Заспа» // Журн. біозоолог. циклу ВУАН. — 1932. — С. 87-88.
- Шарлемань М. Нові відомості про птахів Державного заповідника «Конча-Заспа» // Зб. праць зоол. Музею. — 1933. — № 12. — С. 75-80.
- Шарлемань М. Матеріали до орнітології Державного лісостепного заповідника ім. Т. Шевченко та його околиць // Журн. біозоолог. циклу ВУАН. — 1933. — № 2. — С. 93-108.
- Шарлемань М. Ссавці заповідника Конча-Заспа та в його районі // Зб. праць Зоол. Музею АН УССР. — 1933. — № 12. — С. 57-73.
- Шарлемань М. Зоогеографія УРСР. Видання 2-е. — Київ: Видавництво АН УРСР, 1937. — 235 с.
- Шарлемань М. Птахи УРСР. — Київ: Видавництво АН УРСР, 1938. — 266 с.
- Шарлемань М. Охорона природи і юні натуралісти // Юний натураліст. — 1940. — № 8-9. — С. 18-19.
- Шарлемань М. До вивчення орнітофауни заповідника Гористе та його околиць // Природа заповідника Академії Наук УССР Гористе, К.: Вид-во АН УССР. — 1941. — С. 9-26.
- Шарлемань Н. Охраняй полезных птиц (плакат). — К., 1949.
- Шарлемань Н. Берегите старые деревья // Природа. — 1958. — № 10. — С. 55.
- Шарлемань Н. Пятидесятилетие первого объединения орнитологов нашей страны // Вторая Всесоюзн. Орнитол. Конф. — М., 1959. — Ч. 3. — С. 124—125.
- Шарлемань Н. В. Природа и люди Киевской Руси / Сост. В. Е. Борейко. — Киев: Киевский эколого-культурный центр, 1997. — 166 с.

## Видання для школярів
- Весна-Красна (1958)
- Лісові барабанщики(1964)

## Кінофільми М.Шарлеманя
- Конча-Заспа (1928)
- Бобер на Україні (1931)